# Salvatore Lupo
Salvatore Lupo (Siena, 7 luglio 1951) è uno storico italiano, considerato fra i massimi esperti nei temi di mafia e fascismo.

## Biografia
Professore ordinario di storia contemporanea all'Università di Palermo e in precedenza docente di storia contemporanea presso la Facoltà di Scienze politiche dell'Università di Catania, è presidente dell'IMES (Istituto Meridionale di Storia e Scienze Sociali) di Catania e vicedirettore della rivista quadrimestrale dell'istituto, Meridiana di cui è stato uno dei fondatori. È membro del comitato di redazione di "Storica".
È uno dei più quotati studiosi della mafia in ambito italiano, autore di numerose pubblicazioni sul fenomeno criminoso e di storia contemporanea; grazie al suo testo Quando la Mafia trovò l'America ha vinto, nel 2009, il premio letterario Vitaliano Brancati.
Il 1º dicembre 2015, a Roma, è stato invitato all'audizione della Commissione parlamentare di inchiesta sul fenomeno delle mafie e sulle altre associazioni criminali, anche straniere, nell'ambito dell'istruttoria sui rapporti tra mafia e politica in Sicilia.
Sono state molto criticate - oltre che di minoranza - le sue posizioni secondo le quali la trattativa Stato-mafia non è mai esistita; il delitto, nel 1980, del presidente della Regione siciliana Piersanti Mattarella non fu commissionato né eseguito da fascisti; e, per lo sbarco in Sicilia nel luglio 1943, l'esercito americano non si avvalse del supporto della mafia locale o americana.

## Opere
- Blocco agrario e crisi in Sicilia tra le due guerre, Napoli, Guida, 1981. ISBN 88-7042-082-5.
- Agricoltura ricca nel sottosviluppo. Storia e mito della Sicilia agrumaria (1860-1950), Catania, 1984.
- La dimora di Demetra. Storia, tecnica e mito dell'agricoltura siciliana (con altri autori), Palermo, Gelka, 1989. ISBN 88-7162-003-8.
- Il giardino degli aranci. Il mondo degli agrumi nella storia del Mezzogiorno, Venezia, Marsilio, 1990. ISBN 88-317-5310-X.
- I proprietari terrieri nel Mezzogiorno, in: Storia dell'agricoltura italiana in età contemporanea, Vol. II: Uomini e classi, Venezia, Marsilio, 1990. ISBN 88-317-5381-9.
- Storia della mafia. Dalle origini ai nostri giorni, Roma, Donzelli, 1993. ISBN 88-7989-020-4; 1996. ISBN 88-7989-321-1; 2004. ISBN 88-7989-903-1.
- Andreotti, la mafia, la storia d'Italia, Roma, Donzelli, 1996. ISBN 88-7989-255-X.
- Mafia, politica, storia d'Italia: a proposito del processo Andreotti, in: Antimafia, Roma, Donzelli, 1996. ISBN 88-7989-269-X.
- Il fascismo. La politica in un regime totalitario, Roma, Donzelli, 2000 (II ed., 2005). ISBN 88-7989-580-X.
- Antifascismo, anticomunismo e anti-antifascismo nell'Italia repubblicana, in: AA.VV., Antifascismo e identità europea, Roma, Carocci, 2004. ISBN 88-430-2934-7.
- Partito e antipartito. Una storia politica della prima Repubblica, 1946-78, Roma, Donzelli, 2004. ISBN 88-7989-769-1.
- Che cos'è la mafia. Sciascia e Andreotti, l'antimafia e la politica, Roma, Donzelli, 2007. ISBN 88-6036-112-5.
- From Palermo to America. L'iconografia commerciale dei limoni di Sicilia (con Antonino Buttitta e Sergio Troisi), Palermo, Sellerio, 2007. ISBN 9788876811586.
- Quando la mafia trovò l'America. Storia di un intreccio intercontinentale, 1888-2008, Torino, Einaudi, 2008. ISBN 978-88-06-18598-5.
- Potere criminale. Intervista sulla storia della mafia, intervista a cura di Gaetano Savatteri, Roma-Bari, Laterza, 2010. ISBN 978-88-420-9338-1.
- Il passato del nostro presente. Il lungo Ottocento 1776-1913, Roma-Bari, Laterza, 2010. ISBN 978-88-420-9399-2.
- Il tenebroso sodalizio. Il primo rapporto di polizia sulla mafia siciliana, postfazione di John Dickie, Roma, XL, 2011. ISBN 978-88-6083-041-8.
- L'unificazione italiana. Mezzogiorno, Rivoluzione, Guerra civile, Roma, Donzelli, 2011. ISBN 978-88-6036-627-6.
- Antipartiti. Il mito della nuova politica nella storia della Repubblica (prima, seconda e terza), Roma, Donzelli, 2013. ISBN 978-88-6036-856-0
- Il fascismo: la politica in un regime totalitario, Milano, Feltrinelli, 2013. ISBN 978-88-07-88294-4
- La mafia non ha vinto. Il labirinto della trattativa (con Giovanni Fiandaca), Roma-Bari, Laterza, 2014. ISBN 978-88-581-1046-1
- La questione: come liberare la storia del Mezzogiorno dagli stereotipi, Roma, Donzelli, 2015. ISBN 978-88-6843-232-4
- La mafia. Centosessant'anni di storia tra Sicilia e America, Roma, Donzelli, 2018. ISBN 978-88-6843-825-8
- Il mito del grande complotto. Gli americani, la mafia e lo sbarco in Sicilia del 1943, Donzelli, 2023.
- Una storia di mafia e amore. Carte perdute e ritrovate, Zolfo, 2023.

## Televisione e Radio
Ha partecipato a numerose trasmissioni televisive e radiofoniche per emittenti nazionali e regionali, fra cui:
- Luigi Sturzo (Storie interrotte: il Sud che ha fatto l'Italia, Rai Radio 3, 14/06/2007)[8]
- Cosa Nostra non invecchia: i 150 anni della mafia siciliana (Le Storie - Diario Italiano, Rai 3, 27/10/2010)[9] (Puntata on-line)
- Salvatore Lupo racconta: "Il maxiprocesso" (Puntata on-line del 18/03/2011, formato MP3); "Le stragi del '92: la mafia uccide Falcone e Borsellino"[10] (Puntata on-line del 20/05/2011, formato MP3); "Il terremoto di Messina" (Puntata on-line del 28/07/2011, formato MP3); "Il bandito Salvatore Giuliano" (Puntata on-line del 28/07/2011, formato MP3); "Leonardo Vitale, il primo pentito di Mafia" (Puntata on-line del 06/12/2011, formato MP3)[11] (Tre colori: 150 Storie della Storia d'Italia, Rai Radio 3)
- Speciale Mafia, parte I e II (Wonderland: Crime, Rai 4, 23/07/2013) (Puntata on-line, formato YouTube)
- Giovanni Falcone: una vita contro la mafia (Il Tempo e la Storia, Rai 3 / Rai Storia, 23/05/2014) (Puntata on-line Archiviato il 22 dicembre 2015 in Internet Archive., su Raiscuola.it)
- I misteri di Totò Riina, inchiesta a cura di Francesco Vitale (Tg2 Dossier, Rai 2, 03/05/2014 replica 28/09/2014)[12] (Puntata on-line)
- La Trattativa, il ruolo della politica, con Maurizio Torrealta, Salvatore Lupo, Salvo Palazzolo, Alfredo Grasso (Radio anch'io, Rai Radio 1, 29/10/2014)[13] (Puntata on-line: Parte 1, Parte 2, Parte 3, formato MP3)
- Intervista al Prof. Salvatore Lupo sul suo libro "La questione. Come liberare la storia del Mezzogiorno dagli stereotipi" (Radio Radicale, 03/11/2015)[14]
- Meridionalismo, intervista di Alessandro Forlani (Radio anch'io Extra, Rai Radio 1, 29/10/2015) (Puntata on-line, formato MP3)
- Come sono cambiati i rapporti di forza all'interno di Cosa Nostra (Voci del mattino, Rai Radio 1, 03/12/2015) (Puntata on-line, formato MP3)
- Salvatore Lupo (Rewind - Visioni private, Rai 3 / Rai Storia, 23/06/2015)
- La mafia durante il fascismo - Operazione Mori (Il Tempo e la Storia, Rai 3 / Rai Storia, 18/12/2015)[15]

## DVD
- 1986, il Maxiprocesso: numero 8, filmato che fa parte della serie "Novecento italiano: lezioni di storia", introduzione di Paolo Di Paolo, Roma, La Repubblica-L'Espresso, GLF Laterza, 2008.